# Comedy Central (Italia)
Comedy Central è un'emittente televisiva italiana prodotta per Sky Italia da Paramount Global Italia (fino al 1º agosto 2015 da MTV Italia S.r.l.).
Lo speaker ufficiale del canale è il doppiatore Paolo De Santis.

## Storia
Comedy Central approda in Italia il 30 aprile 2007 sulle ceneri di Paramount Comedy (canale prodotto da MTV Italia S.r.l.), al canale 115 di Sky Italia. Dal 1º gennaio 2009 il canale trasmette alla posizione 117, mentre il 31 luglio dello stesso anno nasce la versione timeshift Comedy Central +1 sul canale 131; dall'8 novembre 2010 i due canali si spostano e vengono "avvicinati" sui canali 122 e 123. Dal 29 marzo 2014 Comedy Central trasmette sul canale 124 e la sua versione +1 sul 125. Nella guida TV la versione timeshift del canale risulta come Comedy +1, anziché Comedy Central +1.
Dal 1º novembre 2010 Comedy Central e il suo timeshift trasmettono nel formato panoramico 16:9.
Il direttore di Comedy Central Italia è Sergio Del Prete (sino al 2019 Alessandro Grieco).
Dal 4 giugno 2018 si sposta sui canali 128 (Comedy Central) e 129 (Comedy Central +1).
Dal 24 maggio 2019 il canale cambia logo e grafica, come nella versione statunitense.
Dal 1º ottobre 2019 il canale è disponibile anche in streaming su Now.
Il 1º luglio 2021, in seguito ad una riorganizzazione di alcuni canali Sky, si trasferiscono rispettivamente alle numerazioni 129 e 130.
Dal 15 settembre 2022, con il lancio di Sky Glass, Comedy Central viene trasmesso in alta definizione solo nella versione streaming, mentre in quella satellitare rimane in SD.

## Loghi

30 aprile 2007 - 30 novembre 2013
1º dicembre 2013 - 23 maggio 2019
in uso dal 24 maggio 2019

## Ascolti

### Share mensile di Comedy Central
Dati Auditel relativi al giorno medio mensile sul target individui 4+.
| Anno | Gen   | Feb   | Mar   | Apr   | Mag   | Giu   | Lug   | Ago   | Set   | Ott   | Nov   | Dic   | Media anno |
| ---- | ----- | ----- | ----- | ----- | ----- | ----- | ----- | ----- | ----- | ----- | ----- | ----- | ---------- |
| 2012 | 0,05% | 0,04% | 0,04% | 0,05% | 0,05% | 0,05% | 0,06% | 0,05% | 0,05% | 0,05% | 0,05% | 0,06% | 0,05%      |
| 2013 | 0,05% | 0,04% | 0,05% | 0,04% | 0,04% | 0,05% | 0,04% | 0,04% | 0,05% | 0,04% | 0,05% | 0,05% | 0,05%      |
| 2014 | 0,05% | 0,05% | 0,05% | 0,07% | 0,04% | 0,04% | 0,05% | 0,04% | 0,05% | 0,05% | 0,04% | 0,04% | 0,05%      |
| 2015 | 0,06% | 0,03% | 0,03% | 0,03% | 0,03% | 0,04% | 0,04% | 0,06% | 0,04% | 0,03% | 0,03% | 0,04% | 0,04%      |
| 2016 | 0,04% | 0,03% | 0,03% | 0,03% | 0,03% | 0,04% | 0,06% | 0,07% | 0,06% | 0,06% | 0,07% | 0,06% | 0,05%      |
| 2017 | 0,05% | 0,05% | 0,05% | 0,04% | 0,05% | 0,06% | 0,06% |       |       |       |       |       |            |
| 2018 |       |       |       |       |       |       |       |       |       |       |       |       |            |
| 2019 |       |       |       |       |       |       |       |       |       |       |       |       |            |
| 2020 |       |       |       |       |       |       |       |       |       |       |       |       |            |
| 2021 |       |       |       |       |       |       |       |       |       |       |       |       |            |
| 2022 |       |       |       |       |       |       |       |       |       |       |       |       |            |
| 2023 |       |       | 0,02% | 0,02% | 0,02% | 0,02% |       | 0,02% | 0,01% |       |       |       |            |
| 2024 | 0,01% |       | 0,01% |       | 0,01% | 0,01% | 0,01% | 0,01% | 0,01% | 0,01% | 0,01% | 0,01% | 0,01%      |
| 2025 | 0,01% | 0,01% | 0,00% | 0,01% | 0,01% | 0,01% |       |       |       |       |       |       |            |

## Palinsesto

### Show
- Amici @ Letto
- Amici miei
- Bambine cattive
- Bastardi!
- Bianchi & Pulci Show
- Candy Candid
- CCN - Comedy Central News
- Central Station
- Comedy Tour: Risollevante
- Comicollection
- Container
- Copernico
- Favelas, bed and breakfast
- Fish & Clips
- I soliti idioti (coprodotto con MTV)
- Il Filmaccio
- Lo Zoo di 105 (adattamento televisivo)
- Made in Sud (anche in chiaro su Rai 2)
- Metropolis
- Most Ridiculous
- Natural Born Comedians
- Neurovisione
- Palco, doppio palco e contropalcotto
- Parla con la Mazza
- Piazza la risata
- Porno: un affare di famiglia
- S.C.Q.R - Sono comici questi romani
- Salsa rosa
- Sexy Angels
- Stand Up Comedy
- TV Generica
- The Daily Show with Jon Stewart
- Victor Victoria
- Yutubers
- Zelig

### Serie in prima TV
- Becker
- Broad City
- Brooklyn Nine-Nine
- Community
- Così fan tutte
- Devious Maids - Panni sporchi a Beverly Hills
- Diario di una nerd superstar
- Happily Divorced
- The King of Queens[3]
- Le regole dell'amore
- Melissa & Joey
- The Mindy Project
- Reno 911!
- Sarah Silverman Show
- Teen Wolf (serie televisiva)
- The Neighborhood
- Tutti odiano Chris[4]
- Workaholics
- Drunk History

#### Serie animate
- The Boondocks
- Digman
- Drawn Together
- Odd Job Jack
- The Ren & Stimpy Show (st. 3-5)[5]
- South Park (st. 9-)
- Ugly Americans
- SpongeBob (st. 12-13) [5]